# Hólmar Örn Eyjólfsson
Hólmar Örn Eyjólfsson (1990. augusztus 6. –) izlandi labdarúgó, a Valur játékosa. Középpályásként és hátvédként is bevethető.

## Pályafutása
Eyjólfsson az izlandi HK Kópavogurnál kezdte a pályafutását, majd 2008 nyarán próbajátékon vett részt a West Ham Unitednél. Sikerült meggyőznie a londoniak vezetőit, akik le is igazolták. Eddig egy alkalommal sem léphetett pályára a csapatban.

## Válogatott
2008 óta tagja az U21-es izlandi válogatottnak, eddig három meccsen játszott.